# Czesław Arkuszyński
Czesław Arkuszyński (ur. 20 sierpnia 1924 w Tomaszowie Mazowieckim, zm. 14 czerwca 2017 w Warszawie) – polski więzień obozów koncentracyjnych, działacz kombatancki, hotelarz i publicysta.

## Życiorys
Urodził się i wychował w Tomaszowie Mazowieckim. W lipcu 1943 roku aresztowany przez Gestapo. Był więźniem politycznym niemieckich obozów koncentracyjnych Auschwitz, Sachsenhausen-Oranienburg i Buchenwald. W obozach pełnił m.in. funkcję sanitariusza. W KL Auschwitz otrzymał numer 131603. Jako jeden z 900 przeżył czternastogodzinny marsz śmierci z ostatniego obozu z Wansleben am See do Hinsdorf (z ogółu 2000 maszerujących). Oswobodzony przez armię amerykańską, powrócił do Polski w maju 1945. 
Po II wojnie światowej zdał maturę w liceum handlowym w roku 1947, a następnie rozpoczął studia na Akademii Handlowej w Szczecinie, pracując jednocześnie zawodowo. Został działaczem Związku Inwalidów Wojennych RP. Jednocześnie przez wiele lat pracował w hotelu „Orbis” w Warszawie, specjalizując się w zakresie gastronomii hotelowej. Był autorem zawodowych książek i artykułów, m.in. „Gastronomia hotelowa: wybrane zagadnienia organizacyjne i podstawy obsługi” (2001). Tworzył również opowiadania opisujące rzeczywistość obozów koncentracyjnych, a także niewydaną książkę o tej tematyce pt. „Nie dać się zabić”.
Odznaczony Krzyżem Oficerskim (2005) i Krzyżem Kawalerskim Orderu Odrodzenia Polski, a także innymi odznaczeniami.
Został pochowany na cmentarzu w Tomaszowie Mazowieckim.